# Prígorodni (Frólovo)
Prígorodni (ruso: При́городный) es un asentamiento rural y posiólok de Rusia, ubicado en el raión de Frólovo de la óblast de Volgogrado.
En 2010, el territorio del asentamiento rural tenía una población de 1488 habitantes, de los cuales 1062 vivían en el propio posiólok y el resto repartidos en seis pedanías: el posiólok de Sadovi y los jutorá de Zelenovski, Iliasov, Kashulin, Kirpichni y Korolí. Mientras que las pedanías se hallan efectivamente dispersas por zonas rurales, el posiólok de Prígorodni es urbanísticamente un barrio de la periferia septentrional de la ciudad de Frólovo, con la cual está únicamente delimitado por calles.

## Historia
El asentamiento fue fundado en 1930 por la Unión Soviética, para albergar la sede administrativa de un sovjoz llamado "Zelenovski" (Зеленовский). Debido a ello, se le asignó como forma de administración un selsoviet, a pesar de que se desarrolló urbanísticamente como un barrio de Frólovo, de lo que deriva el topónimo "Prígorodni" (literalmente "junto a la ciudad"). En 2014 se trasladó a Prígorodni la sede del autogobierno local del raión de Frólovo, ya que desde 1976 la ciudad de Frólovo no forma parte de su raión al estar constituida como un ókrug urbano aparte; sin embargo, Frólovo sigue siendo la sede administrativa del raión a efectos de desconcentración administrativa de los órganos federales y de la óblast.